# Hilda Flodin
Hilda Maria Flodin (Hèlsinki, 16 de març de 1877 - 9 de març de 1958), va ser una escultora, pintora i gravadora finlandesa. Va estudiar a l'escola de dibuix de l'Associació d'Art Filandès, més tard a Itàlia i a París on va ser alumna d'Auguste Rodin. Posteriorment es va dedicar principalment al retrat i va participar en moltes exposicions del 1899 al 1930.

## Biografia

### Família
Hilda Flodin provenia d'una distingida família de Hèlsinki, activament involucrada en la música, el teatre i les arts. Els seus pares, Frithiof Flodin, conseller d'estat, i Fanny Basilier, germana de la cantant Ida Basilier-Magelssen, van inculcar les tendències artístiques en els seus nou fills, per exemple les seves germanes, Fanny Flodin-Gustavson va ser pianista i Ida Flodin cantant, el seu cosí Karl Flodin compositor.

### Formació
El 1893, als 16 anys, Hilda Flodin va començar els seus estudis d'art a l'escola de dibuix de l'Associació d'Art Finlandès a Hèlsinki, que més endavant seria l'Acadèmia de Belles Arts de Hèlsinki. Hi va estudiar durant cinc anys (1893–1898) seguint els ensenyaments dels escultors Walter Runeberg, Johann Friedl i Carl Eneas Sjöstrand, i els pintors Albert Gebhard, Elin Danielson, Maria Wiik i Helene Schjerfbeck. Va estudiar al costat d'Hugo Simberg i Ester Helenius, amb qui va continuar la seva amistat durant tota la vida.

El 1899 es va traslladar a París on va anar a viure amb la seva germana Fanny, casada amb Julien Leclercq i va assistir a l'Académie Colarossi entre el 1899 i el 1902. Julien Leclercq va presentar Flodin a Auguste Rodin a l'Exposició Universal de París l'any 1900 i tres anys més tard es va convertir en alumna i assistent de Rodin. Flodin també va estudiar durant períodes de durada variable a Itàlia el 1902, Espanya el 1911, Suècia el 1914 i Anglaterra el1920.

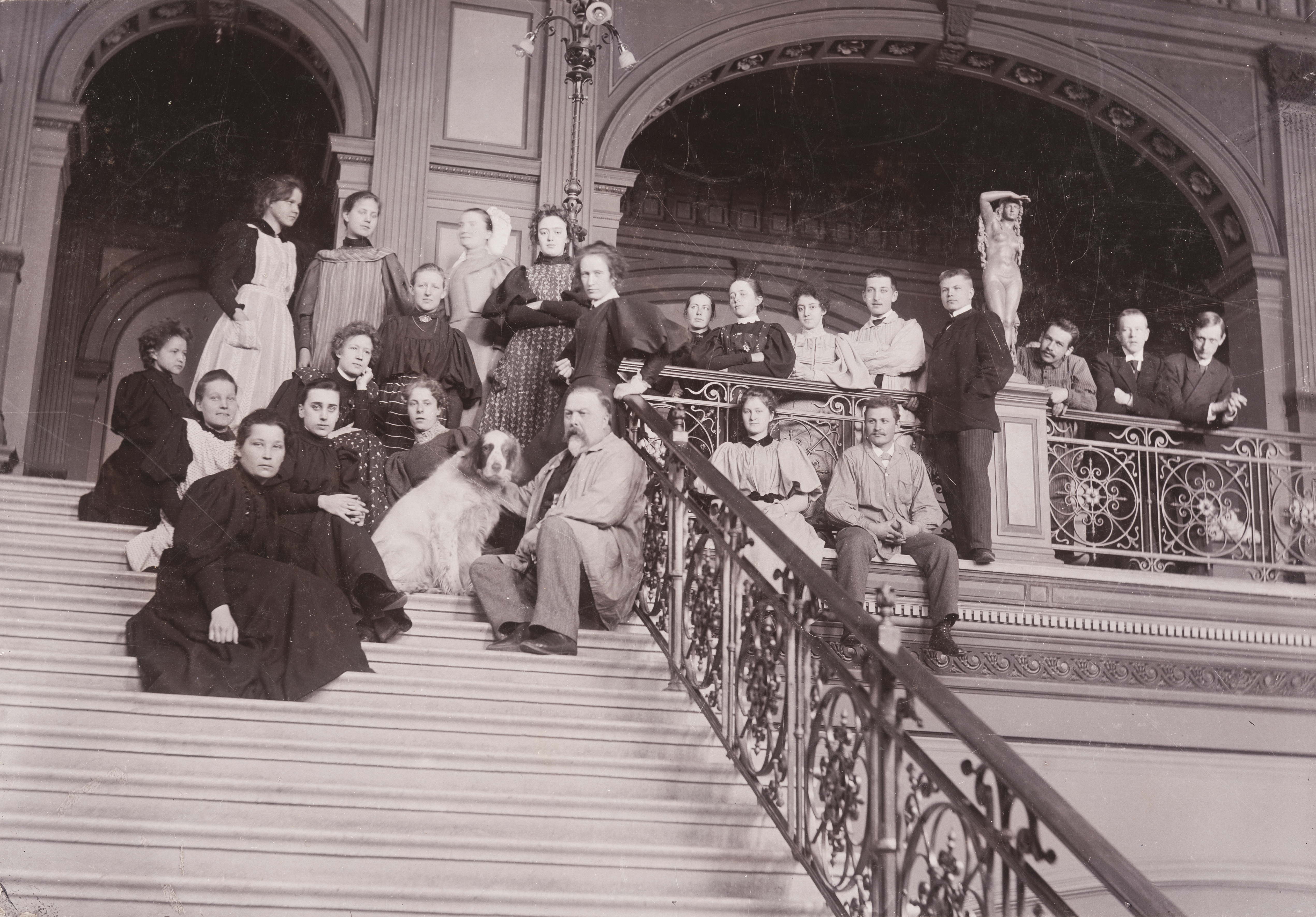
Fotografia de Thorsten Waenerberg amb els seus estudiants de la Societat d'Art Finlandesa, incloent Alexandra Löppönen, Ebba Masalin, Maria Nummelin, Maria Boehm, Tyra Malmström, Alexander Barkoff, Bruno Hahl, Mikael Strandman, Lydia Bäckström, Agnes Leidenius, Elsa Lövegren, Olga Gummerus, Hanna Hirn, Axel Haartman, Juho Kustaa Kyyhkynen, Hanna Frelander, Hilja Finne, Hilda Sjöblom, Hilda Flodin, Gabriel Engberg, Ester Helenius, Siri Järnefelt i Thorsten Waenerberg, el 1896.

### Carrera a Finlàndia
Hilda Flodin va tornar a Finlàndia el 1906 i el 1907, va ser l'única dona que va participar en la primera exposició d'arts gràfiques de Finlàndia. Juntament amb Akseli Gallen-Kallela i Hugo Simberg que estaven entre els altres expositors. El 1910 es va traslladar a Viipuri on van organitzar una exposició amb 80 obres: escultures, gravats i il·lustracions, després aquesta exposició es va mostrar a Turku i Hèlsinki. Va ser a partir del 1910 quan la pintura es va convertir en un dels mitjans més important en les seves elaboracions i, més concretament, es va centrar en el retrat pintant imatges d'infants i dones grans, però també té una sèrie de retrats de grup, inclosos membres del Consell Executiu de l' Acadèmia de Ciències de Finlàndia del 1929-1930.
Va morir a Hèlsinki el 9 de març de 1958.

### Vida privada
El 1908, es va casar amb el pintor Juho Rissanen, de qui es va divorciar el 1914. El 1922 es va tornar a casar amb el metge Taavetti Laitinen.

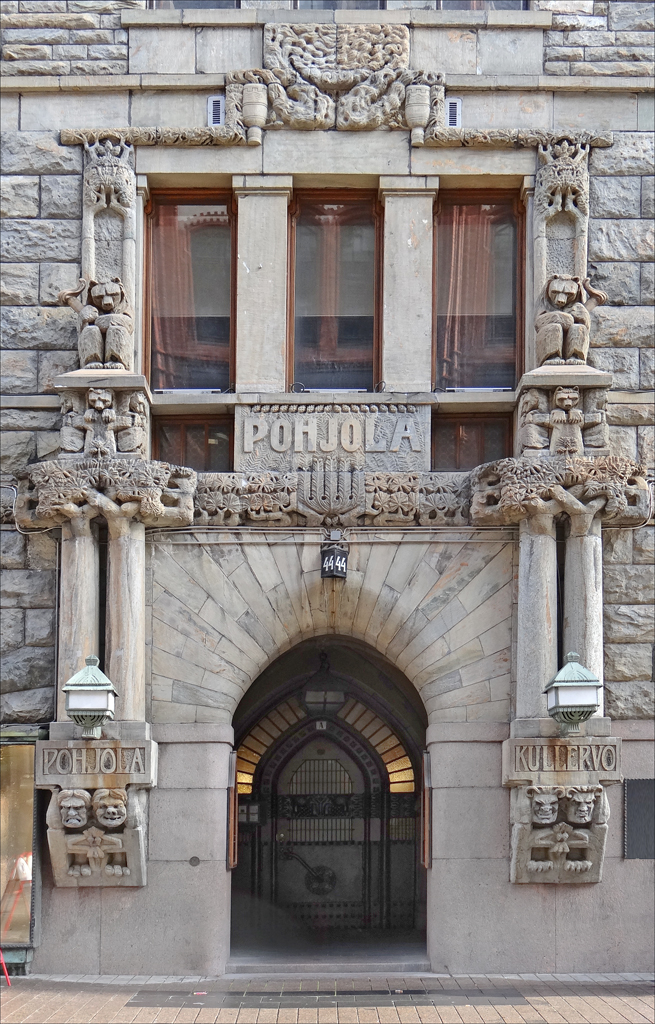
Decoració de la façana de l'edifici Pohjola, creada per Hilda Flodin.

## Lloc en l'art finlandès
A principis de la seva carrera, Flodin era coneguda principalment per les seves escultures. Entre aquestes, es pot citar un bust de marbre de Robert Kajanus ; el bronze Ajatteleva ukko (vell pensant) del 1900 exposat al Museu d'Art Ateneum de Hèlsinki; així com les talles d'inspiració folklòrica que envolten l'entrada principal de l'edifici Pohjola. També va ser una de les primeres gravadores finlandeses. La seva obra es mostra al primer Salon d'Automne de París el 1903, després el 1905, 1913 i 1927. En una societat on l'escultura es considerava un art masculí, Hilda Flodin es pot considerar una pionera en aquest camp. També és una de les primeres gravadores finlandeses, que va ser considerada com la millor per Albert Edelfelt.
El 2016, una exposició de les obres de Rodin a Hèlsinki, incloïa obres d'Hilda Flodin.
Les obres d'Hilda Flodin es poden trobar al Museu d'Art Ateneum i al Keuruu Museo.